# Högen
Högen is een plaats in de gemeente Nordanstig in het landschap Hälsingland en de provincie Gävleborgs län in Zweden. De plaats heeft 56 inwoners (2005) en een oppervlakte van 16 hectare.